# Alois Praveček
Alois Praveček (10. ledna 1880 Hroby u Tábora – 19. května 1957 Jindřichův Hradec) byl český vojenský dirigent a hudební skladatel.

## Mládí, rodina a studium
Pocházel ze staré a známé hudební rodiny – jeho dědeček i otec byli řídícími učiteli a řediteli kůru v obci Hroby (3 km jihových. od Chýnova), bratr Jindřich Praveček (1. března 1885 – 11. února 1969) i synovec Jindřich Praveček ml. (28. června 1906 – 11. února 2000) byli též známými hudebníky. Jako žák se Alois Praveček učil na housle u strýce Hynka Vacka v Soběslavi, potom studoval v letech 1897 až 1898 hru na housle u Antonína Bennewitze.

## Léta u vojenské hudby
Praveček se stal na čas komorním houslistou hraběnky Kolovratové, ale od roku 1901 sloužil u vojenské hudby 75. pěšího pluku v Jindřichově Hradci, od 1906 do 1910 v Praze (tam byl jmenován plukovním bubeníkem) a stal se dirigentem úspěšné vojenské kapely, která v době pražského pobytu sklízela úspěchy, stejně jako od 1912 do 1914 při umístění pluku v Salcburku. Zde Praveček zkomponoval velmi úspěšný Mirabellský valčík, který záhy vyšel tiskem v Salcburku i Jindřichově Hradci a hrála ho kapela také v salcburském hotelu Mirabell na svém posledním mírovém koncertu 26. července 1914 – dva dny před vyhlášením války Srbsku Rakouskem. První světová válka zavedla Aloise Pravečka zpět do Jindřichova Hradce, odtud na východní frontu a poslední válečný rok prožil na frontě italské. V listopadu 1918 se 75. pluk vrátil do Jindřichova Hradce a v armádě nového státu (ČSR) vznikl pak 29. pěší pluk J. J. Švece, kde Praveček opět působil (po boku kapelníka Zemana) jako dirigent a také se aktivněji začal věnovat komponování. Kariéru vojenského muzikanta ukončil v roce 1925 odchodem do výslužby.

## Pedagog a skladatel
Hudbě se „civilista“ Praveček nepřestal věnovat; v Jindřichově Hradci působil jako pedagog, houslista i dirigent Hudební jednoty; byl aktivní v „Jindřichohradecké opeře“, kde při prvních představeních hrál v operním orchestru 1. housle; nepřestal komponovat. Podílel se mj. aktivně na organizaci sjezdu bývalých Pětasedmdesátníků.

## Dílo
Za svůj plodný život složil Alois Praveček mnoho skladeb; např. 12 vojenských pochodů, 30 sokolských cvičení, mužské sbory a koncertní skladby. Celkem napsal okolo 80 skladeb pro smyčcový i dechový orchestr. Pro jindřichohradecké gymnázium složil pochod Pod novým praporem, místnímu hasičskému sboru věnoval pochod Tryskem k cíli, a známý je jeho Jubilejní pochod.